# Tratatul de la Zaragoza (1529)
Tratatul de la Zaragoza, numit și Capitulația de la Zaragoza (în scriere alternativă Saragossa) a fost un tratat de pace între Castilia și Portugalia, semnat la 22 aprilie 1529 de regele Ioan al III-lea al Portugaliei și împăratul castilian Carol al V-lea, în orașul aragonez Zaragoza. Tratatul definea zonele de influență castiliană și portugheză din Asia, pentru a rezolva „problema Molucas”, care a apărut deoarece ambele regate au revendicat Insulele Moluce pentru sine, afirmând că se aflau în zona lor de influență, așa cum se specifică în 1494 de către Tratatul de la Tordesillas. Conflictul a început în 1520, când expedițiile ambelor regate au ajuns în Oceanul Pacific, deoarece nu fusese stabilit un meridian de longitudine convenit în Orient.
Tratatul de la Zaragoza a stabilit că granița de est dintre cele două zone de domeniu era de 297+1⁄2 leghe (1.763 de kilometri, 952 de mile marine)[nota 5], sau 17° est, de Insulele Moluku, ceea ce însemna că Portugalia a obținut recunoașterea controlului teritoriilor care erau sau ar fi fost descoperite la vest de acestă linie de demarcație, iar Castilia controla ceea ce era la est.
Practic, împreună cu demarcația agreată prin Tratatul de la Tordesillas, s-a obținut o împărțire a sferei pământului între cele două puteri. Porțiunea Portugaliei era de aproximativ 191° din circumferința Pământului, în timp ce porțiunea Castiliei (Spaniei) era de aproximativ 169°. Nu s-a ajuns la clamata egalitate de 180° întrucât existau marje de eroare destul de semnificative (+/-4°) iar locația precisă a liniei agreate de la Tordesillas nu a întâmpinat unanimitatea părților.